# 방수원
방수원 (房水源, 1960년 1월 4일 ~ ) 은 전 KBO 리그 해태 타이거즈의 투수이다.
광주제일고등학교를 졸업하고 영남대학교를 중퇴한 뒤 해태 타이거즈에 원년 멤버로 입단하여, 원년 팀 개막전에 선발 투수로 등판하였다. 그러나 가장 많은 승리를 올렸던 해가 원년의 6승에 불과했고 이후 투수로서 별다른 활약을 보여 주지 못해, 중간계투 또는 패전처리로 주로 등판한 투수이다. 1984년 5월 5일 당시 마땅히 선발로 올릴 투수가 없었던 김응용 감독이 광주 삼미전에서 우연히 그에게 선발 등판을 지시해서, KBO 리그 사상 첫 노히트 노런을 기록하게 되었고 그 경기가 그 해 그의 유일한 승리였다. 그러나 이후에도 별다른 활약을 못 하고, 1989년을 끝으로 마운드에서 물러난다. 이후 해태 타이거즈의 투수코치를 거쳐 현재는 골프 프로로 활동하고 있다.
통산 기록은 197경기 18승 29패 18세이브 238탈삼진이고, 평균자책점은 3.75이다.

## 에피소드

### 이름
본명은 방승원이었다. 방수원이라는 이름은 2살 아래인 친동생의 이름이었는데, 어렸을 때 미아가 되면서 10여 년 동안 나타나지 않자 호적 정리를 하며 사망 신고를 했다. 그런데 실수로 방승원을 사망 신고를 해 버리면서 방승원은 동생의 이름인 방수원으로 여생을 살아오게 되었다. 한창 야구 선수로 생활하던 1983년에 고아원에서 자라왔던 친동생을 잠실야구장에서 찾게 되었고, 동생은 방득원이라는 이름을 가지게 되었다.

### 첫 선발투수
타이거즈 구단 역사상 첫 선발투수이다. 1982년 3월 28일 구덕구장에서 열린 롯데전에서, 당시 해태 타이거즈는 원년 개막전 선발투수로 방수원을 등판시켰다. 성적은 결국 2-14의 참패.

### 노히트노런
1984년 5월 5일 방수원은 원래 선발등판하기로 된 투수 대신에 선발로 뛰게 되었다. 오후 2시에 시작한 경기에서 2이닝을 마치고 야구화를 벗고 운동화로 갈아신었는데, 더 던지라고 해서 계속 던졌다고 한다. 당시 김응룡 감독이 부임한 이래로 줄곧 2이닝만 던졌기에 그날도 그런 줄로 착각한 것이다. 
4회 선두타자(김대진)에게 첫 볼넷을 내주자 김응룡 감독이 나와서 바뀔 줄 알았는데, 다시 들어갔다. 6회 7-0으로 앞설 때 선두타자(김정수)를 볼넷으로 내보내니 감독이 또 나오려다 도로 들어갔다고 한다. 
그날 노히트노런은 방수원의 네 번째 완투, 첫 완봉승이자 마지막 완봉승(완투승) 경기였다.

### 투수교체
1987년까지는 투수교체 시 감독이 마운드까지 가서 투수로부터 야구공을 건네받음으로써 이루어졌다. 그런데 김응룡 감독이 교체를 위해 마운드에 올라갔을 때 방수원 선수는 공을 건네주지 않으려고 뒷걸음질치다 2루까지 다다라서야 공을 빼앗기고 말았다. 공을 건네주지 않으려 했던 이유는 세이브 기록이 달려있어서였다. 김응룡 감독은 그 이후 투수교체 시 마운드에 오르지 않고 당시 김인식 수석코치(2020년 현재 KBO 총재 특별보좌)를 올려보냈다. 다른 팀 감독들도 김응룡을 따라하기 시작하면서 감독이 아닌 코치가 투수를 교체하는 풍습이 생기기 시작했다.

## 출신 학교
- 광주서림초등학교
- 광주동성중학교
- 광주제일고등학교
- 영남대학교 (중퇴)